# ناو اوتاوا
ناو اوتاوا (به انگلیسی: Japanese cruiser Otowa) یک کشتی بود که طول آن ۹۸ متر (۳۲۱ فوت ۶ اینچ) بود. این کشتی در سال ۱۹۰۳ ساخته شد.